# Sacro Cuore di Gesù a Ponte Mammolo
Sacro Cuore di Gesù a Ponte Mammolo är en kyrkobyggnad i Rom, helgad åt Jesu heliga hjärta. Kyrkan är belägen vid Via di Casal dei Pazzi i quartiere Ponte Mammolo och tillhör församlingen Sacro Cuore di Gesù a Ponte Mammolo.
Quartiere Ponte Mammolo är uppkallat efter bron Ponte Mammolo.
Sedan år 2004 förestås kyrkan av stiftspräster.

## Historia
Kyrkan uppfördes år 1936 efter ritningar av arkitekten Tullio Rossi. På 1600-talet uppfördes kyrkan San Giuseppe al Casale di Rebibbia i området, men med urbaniseringen ansågs den vara för liten.
Kyrkans fasad föregås av en portik med fem rundbågar. Fasadens skärmgavel har en rund öppning. Kyrkan är en basilika med ett latinskt kors som grundplan. Interiörens glasmålningar symboliserar Jesu heliga hjärta, Eukaristin samt Jungfru Maria och den helige Josef. Några av dessa motiv är inspirerade av den italienske prästen och författaren David Maria Turoldos (1916–1992) poesi.
Högaltarets antependium har ett kors i mosaik, från vilket livets vatten flödar. Ambon har en framställning av Edens trädgård.